# Fiera di Hannover
La fiera di Hannover (in tedesco Messegelände Hannover) è un polo fieristico del quartiere Mittelfeld di Hannover, in Germania.
Esteso su una superficie di 392 453 m² di spazi al chiuso, 58 000 m² di spazi all'aperto, 24 sale e padiglioni e un centro congressi con 35 stanze funzionali, è la più grande area espositiva al mondo.

## Eventi
Tra i meggiori eventi ospitati si segnala:
- Hannover Messe
- CeBIT (1947-2018)